# Esteban Vicente
Esteban Vicente Pérez, né le 20 janvier 1903 à Turégano en Espagne et mort le 10 janvier 2001 à Bridgehampton aux États-Unis, est un peintre hispano-américain né à Turégano, en Espagne. Il fait partie de la première génération d'expressionnistes abstraits de la New York School. 

## Biographie

### Jeunesse
Esteban Vicente naît le 20 janvier 1903 à Turégano en Espagne. Sa mère, Sofia Pérez y Álvarez, est issue d'une famille asturienne et est née à Valladolid. Son père, Toribio Vicente Ruiz, venait d'une famille militaire près de Salamanque et est officier de l'armée. Esteban Vicente a deux sœurs et trois frères. Il est le troisième enfant et le deuxième fils. Le père de Vicente démissionne de sa commission et déménage sa famille dans la capitale, Madrid, où il travaille comme administrateur des bâtiments pour le Banque d'Espagne afin que les enfants puissent être éduqués dans de bonnes écoles jésuites. Vicente est emmené au Museo del Prado par son père, un passionné d'art, presque tous les dimanches depuis qu'il a quatre ans et il commence à dessiner à l'âge de seize ans. On attend de lui qu'il suive la tradition familiale et s'engage dans l'armée. Après trois mois à l'école militaire, il décidé de devenir artiste.

### Formation
Vicente s'inscrit à la Real Academia de Bellas Artes de Madrid en 1921 dans l'intention d'étudier la sculpture. Il termine sa formation en 1924. Commentant son expérience à l'Académie, il déclare : "Cela ne vous donne aucune idée sur quoi que ce soit. Elle vous donne des outils, et vous apprend des choses sur les matériaux. La formation académique est sûre. Elle vous prépare à être contre".

### Carrière
Sa première exposition individuelle a lieu à Madrid en 1928, puis il part pour Paris et ne revient en Espagne qu'en 1930. En 1935, il épouse Estelle Charney, une Américaine qu'il a rencontrée à Paris. Après le déclenchement de la guerre civile espagnole en 1936, Vicente, soutenant les forces loyalistes, peint des camouflages dans les montagnes à l'extérieur de Madrid pendant quelques mois. Plus tard cette année-là, il s'installe avec sa femme à New York. L'ambassadeur espagnol (loyaliste) aux États-Unis le nomme vice-consul à Philadelphie, un poste qui permet de subvenir aux besoins de sa famille pendant trois ans. Vicente a tout le temps de poursuivre son art et organise sa première exposition personnelle à New York, à la Kleeman Gallery, en 1937. Après la chute de la République espagnole en 1939, il retourne à New York. Pendant la Seconde Guerre mondiale, il se maintient par des commandes de portraits et par l'enseignement de l'espagnol. Une exposition à Porto Rico en 1945 le conduit en 1946 à enseigner la peinture à l'université de Porto Rico. Après son retour à New York en 1947, il établit des relations avec la plupart des membres de l'école naissante de New York, participant à leurs expositions fondatrices à la Kootz Gallery en 1950, à la 9th Street Art Exhibition en 1951 et à des expositions à la Sidney Janis Gallery et à la Charles Egan Gallery. Par la suite, il est représenté par les galeries Leo Castelli, André Emmerich et Berry-Hill à New York. Il est membre fondateur de la New York Studio School, où il enseigne pendant 36 ans. Bien qu'il n'ait jamais exposé en Espagne sous le règne de Francisco Franco, le gouvernement espagnol ouvre en 1998 le musée d'art contemporain Esteban Vicente à Ségovie.
Vicente entretient une maison et un atelier à Bridgehampton, New York, à partir de 1964. Son mariage avec Estelle Charney se solde par un divorce en 1943. Leur fille Mercedes, meurt à l'âge de six ans. Un second mariage, avec Maria Teresa Babin, se solde également par un divorce. Vicente meurt à Bridgehampton le 10 janvier 2001. Il laisse dans le deuil sa troisième épouse, Harriet Peters, qu'il a épousée en 1961.
Il est honoré en tant qu'artiste de renom et défenseur des enfants par une école publique du Bronx de New York, la 170, une école de la maternelle à la deuxième année est nommée l'école Esteban Vicente. Un membre de sa famille intègre des programmes d'art dans les écoles. Les talents des élèves émergent au fur et à mesure qu'ils sont exposés à la culture. À la PS 170, les élèves apprennent à connaître Esteban Vicente, son style, ses couleurs et son design. Des exemples de son travail ornent les murs de l'école. 
Vicente a un musée qui lui est consacré à Ségovie, en Espagne, le Museo de Arte Contemporáneo Esteban Vicente, et une rue qui porte son nom à Turégano.
En mars 2011, la Grey Art Gallery de l'Université de New York expose Concrete Improvisations : Collages et Sculpture d'Esteban Vicente. En plus de 60 collages en papier, l'exposition comprend 20 des petits assemblages de Vicente appelés divertimentos (jouets), composés à partir de morceaux de bois trouvés et recouverts de plâtre blanc, d'autres composés de plastique et de bois avec des éléments architecturaux.

## Citation
« Je suis un peintre américain avec de très profondes et très tendres racines espagnoles ».

## Prix et reconnaissance
- Médaille d'or du mérite des beaux-arts, 1990[8],
- Grand-croix de l'Ordre d'Alphonse X le Sage, 1999 [9].